# Megaselia sulcatifrons
Megaselia sulcatifrons är en tvåvingeart som beskrevs av Borgmeier 1967. Megaselia sulcatifrons ingår i släktet Megaselia och familjen puckelflugor. Inga underarter finns listade i Catalogue of Life.